# Teresio Ferraroni
Teresio Ferraroni (Gaggiano, 8 settembre 1913 – Lecco, 4 settembre 2007) è stato un vescovo cattolico italiano.

## Biografia
Nasce a Gaggiano, in provincia ed arcidiocesi di Milano, l'8 settembre 1913.

### Formazione e ministero sacerdotale
Il 6 giugno 1936 è ordinato presbitero a Milano dal cardinale Alfredo Ildefonso Schuster.
Dopo l'ordinazione diventa insegnante di lettere presso il seminario di San Pietro martire a Seveso. Nel 1937 è inviato a Roma come studente di diritto canonico presso la Pontificia Università Gregoriana, dove ottiene la laurea.
Rientrato in diocesi, nel 1940 diventa insegnante a Lecco, presso il Collegio arcivescovile Alessandro Volta e l'istituto tecnico "G. Parini", e svolge il ministero pastorale nel santuario di Nostra Signora della Vittoria. Durante la Resistenza, è membro del Comitato di Liberazione Nazionale lecchese e si dedica al sostegno dei lavoratori, pertanto è nominato dall'arcivescovo Giovanni Battista Montini assistente provinciale delle ACLI per l'anno 1956-1957.
Nel 1958 è nominato prevosto della parrocchia di Santo Stefano in Sesto San Giovanni; fa il suo ingresso il 21 settembre di quell'anno.
Nel 1966 è nominato provicario generale dell'arcidiocesi ambrosiana.

### Ministero episcopale
Il 7 dicembre 1966 papa Paolo VI lo nomina vescovo ausiliare di Milano e vescovo titolare di Gauriana. L'8 gennaio 1967 riceve l'ordinazione episcopale, nella chiesa di Santo Stefano a Sesto San Giovanni, dal cardinale Giovanni Colombo, co-consacranti l'arcivescovo Giuseppe Schiavini e il vescovo Luigi Oldani.
Il 12 settembre 1970 lo stesso papa lo nomina vescovo coadiutore di Como, con diritto di successione; il 9 ottobre seguente è ricevuto in udienza dal presidente della Repubblica Giuseppe Saragat per prestare il giuramento previsto dal concordato allora in vigore.
Dal 22 febbraio 1973 è anche amministratore apostolico sede plena della diocesi a causa dell'età avanzata e delle condizioni di salute del vescovo Felice Bonomini.
Il 1º novembre 1974, dopo la scomparsa di mons. Bonomini, succede alla sede di Como, diventandone vescovo.
Il 31 gennaio 1989 papa Giovanni Paolo II accoglie la sua rinuncia, presentata per raggiunti limiti di età; gli succede Alessandro Maggiolini, fino ad allora vescovo di Carpi.
Da vescovo emerito si trasferisce a Lecco, dove è assistente della Congregazione delle suore misericordine di San Gerardo, fondate dal beato Luigi Talamoni; muore presso la loro casa di cura il 4 settembre 2007.

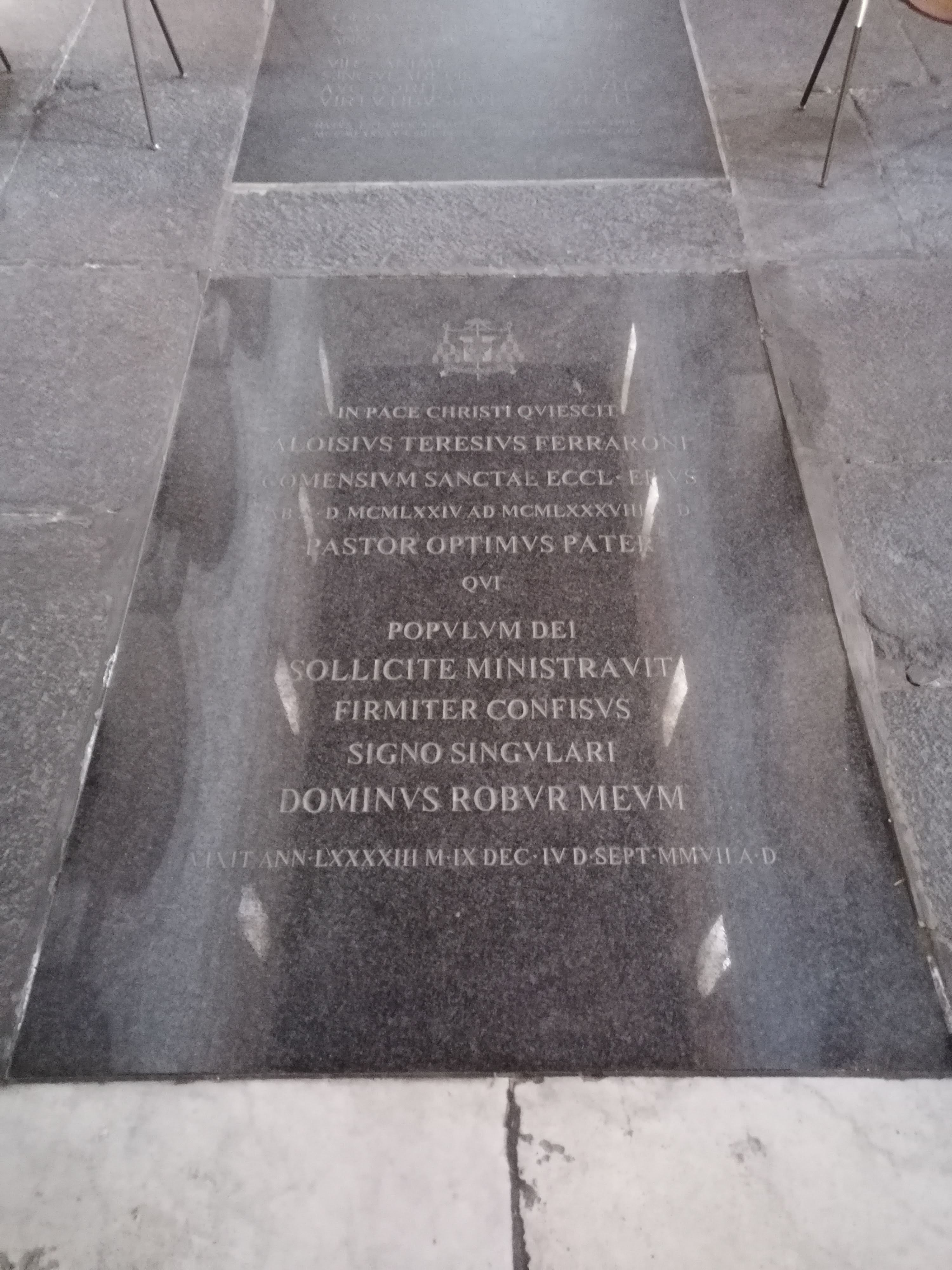
La tomba di mons. Ferraroni nella basilica di Sant'Abbondio a Como

Il 6 settembre viene celebrata una prima messa esequiale, nella basilica di San Nicolò a Lecco, dal vescovo Carlo Roberto Maria Redaelli; il 7 settembre il cardinale Dionigi Tettamanzi, alla presenza di molti vescovi lombardi e centinaia di sacerdoti, presiede le solenni esequie, nella cattedrale di Como. Viene inizialmente sepolto nella Cappella dei canonici del duomo nel cimitero di Como, mentre il 31 marzo 2008 viene sepolto sotto il pavimento della basilica di Sant'Abbondio.

## Genealogia episcopale
La genealogia episcopale è:
- Cardinale Scipione Rebiba
- Cardinale Giulio Antonio Santori
- Cardinale Girolamo Bernerio, O.P.
- Arcivescovo Galeazzo Sanvitale
- Cardinale Ludovico Ludovisi
- Cardinale Luigi Caetani
- Cardinale Ulderico Carpegna
- Cardinale Paluzzo Paluzzi Altieri degli Albertoni
- Papa Benedetto XIII
- Papa Benedetto XIV
- Papa Clemente XIII
- Cardinale Marcantonio Colonna
- Cardinale Giacinto Sigismondo Gerdil, B.
- Cardinale Giulio Maria della Somaglia
- Cardinale Carlo Odescalchi, S.I.
- Cardinale Costantino Patrizi Naro
- Cardinale Lucido Maria Parocchi
- Papa Pio X
- Papa Benedetto XV
- Papa Pio XII
- Cardinale Eugène Tisserant
- Papa Paolo VI
- Cardinale Giovanni Colombo
- Vescovo Teresio Ferraroni